# Gracilechinus acutus
A Gracilechinus acutus a tengerisünök (Echinoidea) osztályának Camarodonta rendjébe, ezen belül az Echinidae családjába tartozó faj.

## Előfordulása
A Gracilechinus acutus előfordulási területe a Földközi-, az Adriai- és az Égei-tengerekben van. Az Atlanti-óceán északkeleti részén, illetve az Északi- és a Barents-tengerekben való jelenléte még nincs megerősítve.

## Alfajai
- Gracilechinus acutus acutus (Lamarck, 1816)
- Gracilechinus acutus norvegicus (Düben & Koren, 1844)

## Életmódja
A tengerfenéken élő állatfaj.

## Képek

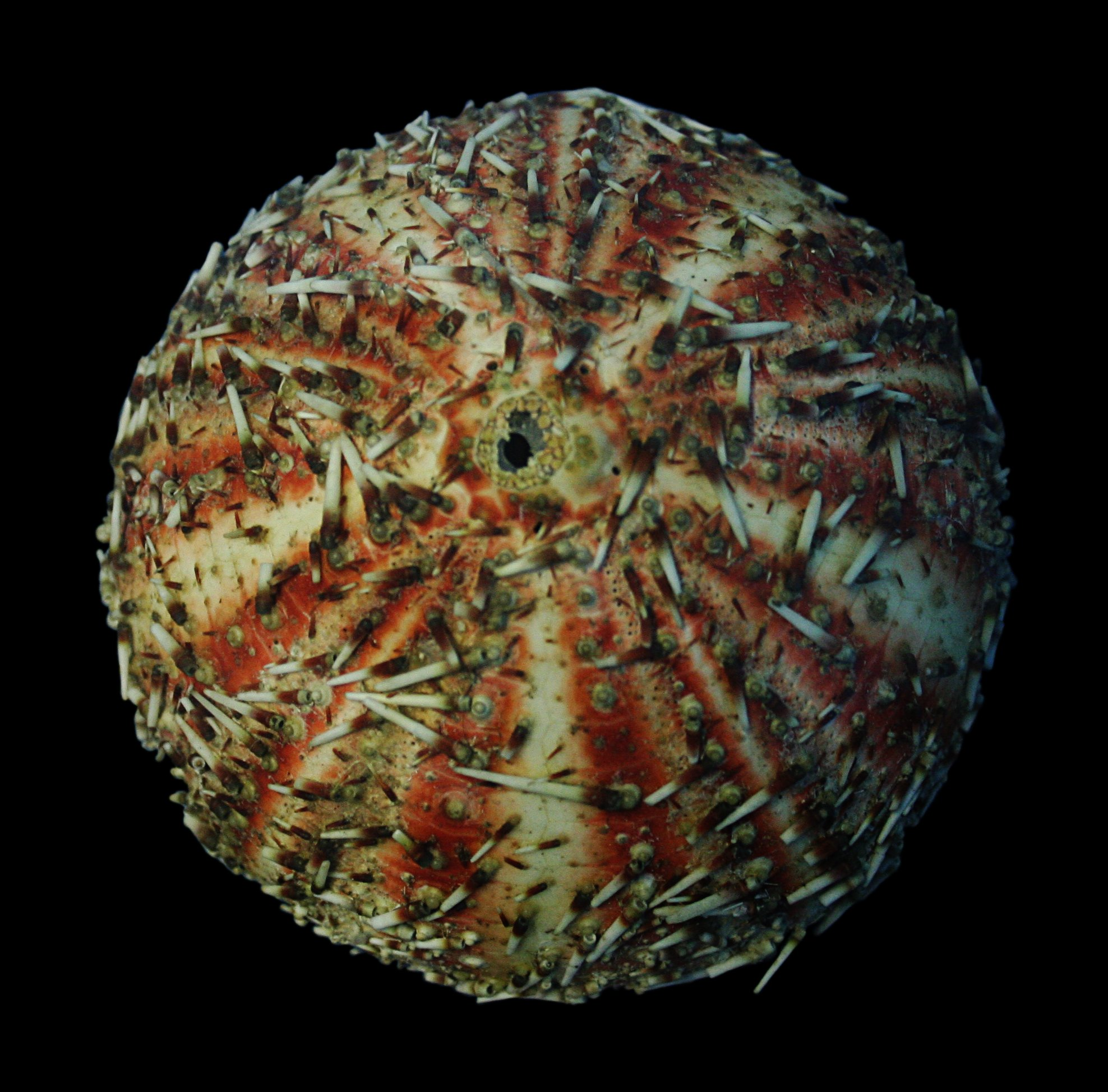
Begyűjtött példányok
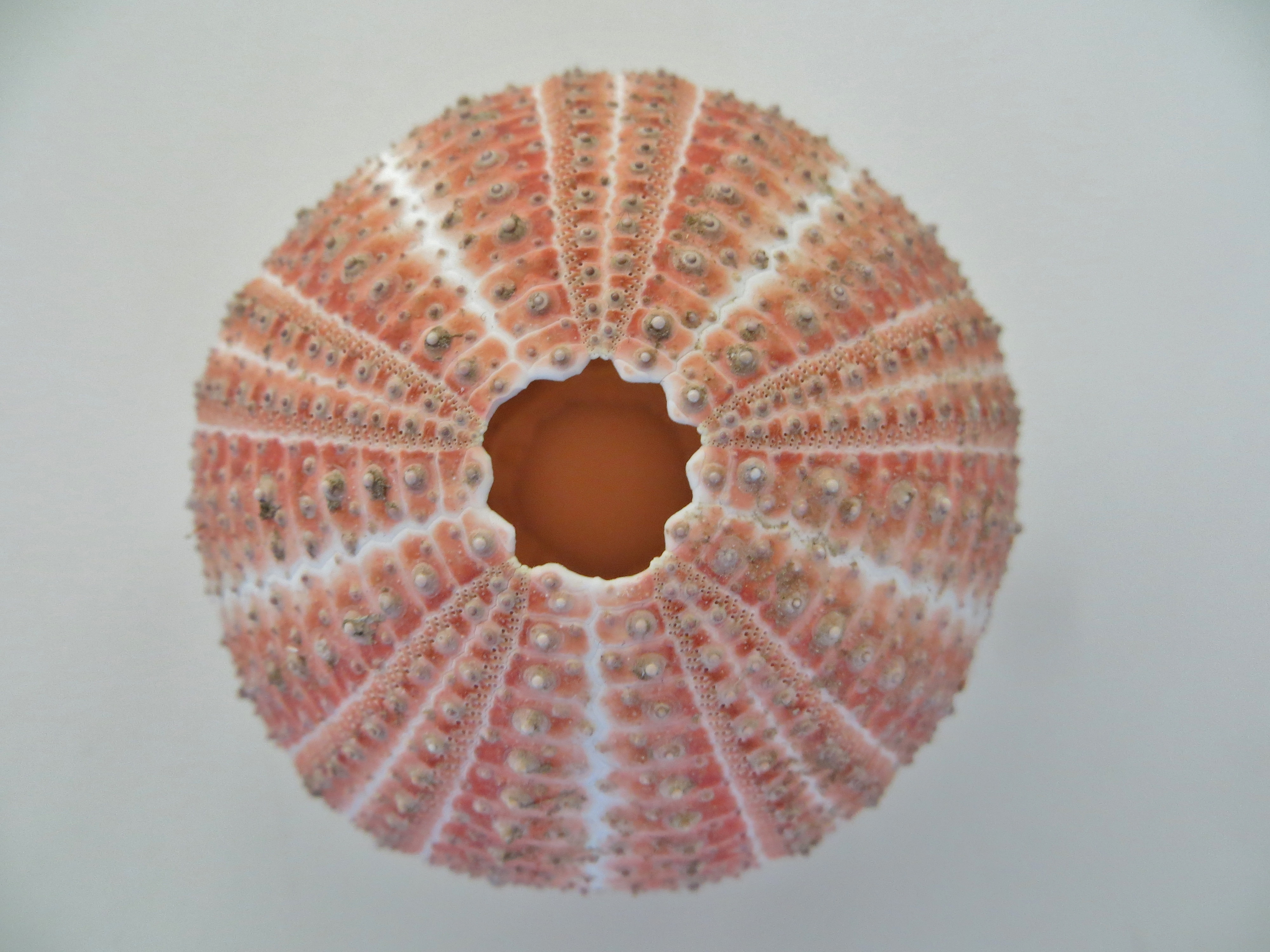
fentről
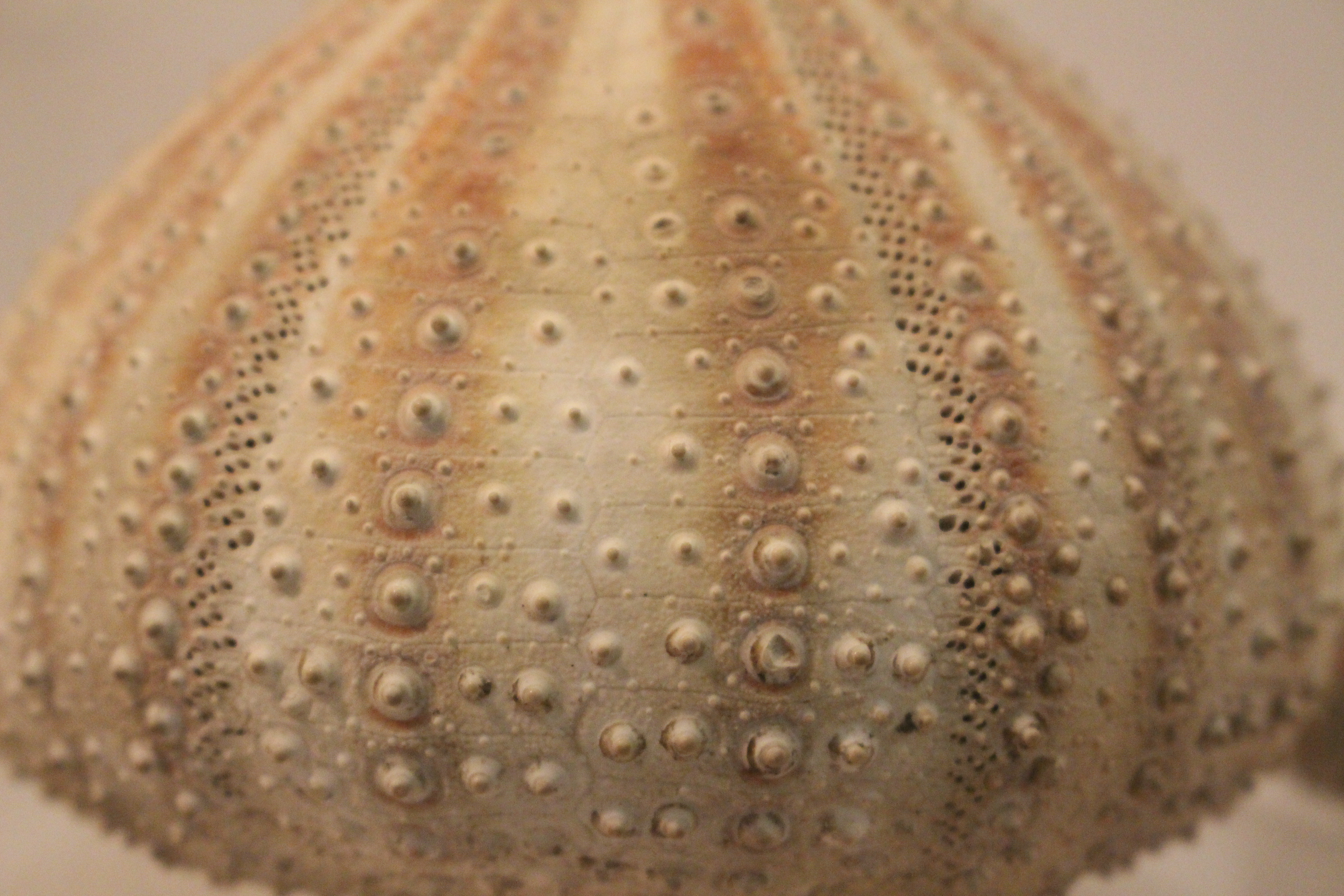
és oldalról